# Circonscription de Kemashi
La circonscription de Kemashi est une des 9 circonscriptions législatives de l'État fédéré Benishangul-Gumaz, elle se situe dans la Zone Kamashi. Son représentant actuel est Yaregal Aysheshum.